# Inwestycje dla Poznania
Inwestycje dla Poznania, IdP - stowarzyszenie obywatelskie powołane w 2006 roku przez młodych mieszkańców Poznania w celu współuczestniczenia w dyskusji nad polityką miejską.

## Zarząd Stowarzyszenia
W kadencji 2019 - 2021 funkcję w zarządzie stowarzyszenia pełnią:
- Arkadiusz Borkowski - Prezes
- Paweł Sowa - Wiceprezes
- Bogumiła Socha - Członek Zarządu
- Mateusz Woźniak - Członek Zarządu
- Kamil Żmijewski - Członek Zarządu

## Działalność

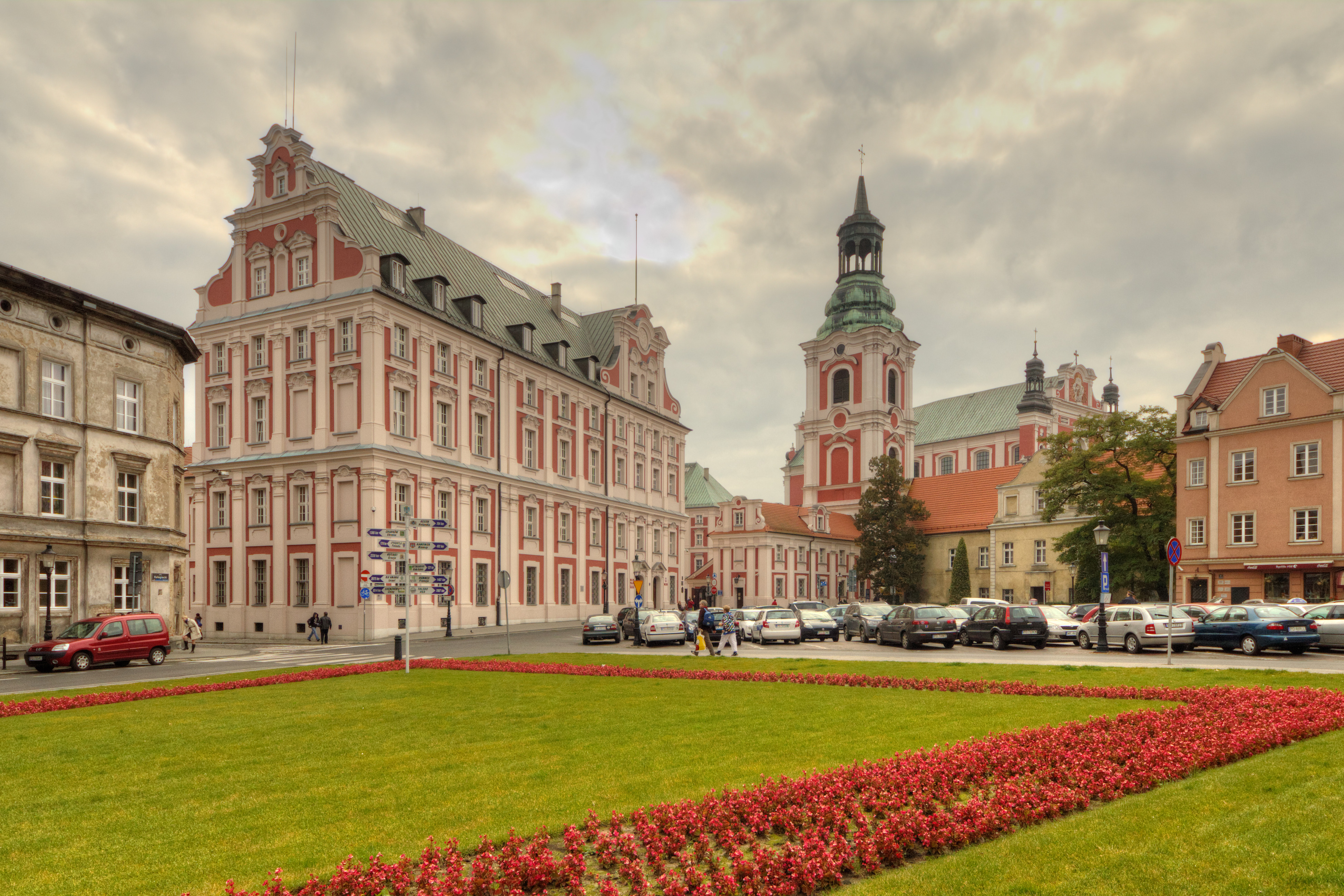
Stowarzyszenie Inwestycje dla Poznania uczestniczy w dyskusji nad polityką miejską

Stowarzyszenie angażuje się w bieżącą debatę nad najważniejszymi działaniami władz miejskich, głównie w sferze transportu i komunikacji, architektury oraz estetyki, biorąc udział w konsultacjach społecznych oraz samodzielnie inicjując tematy dyskusji. Zabierany jest też głos w ważnych sprawach ogólnopolskich dotyczących sfer zainteresowania stowarzyszenia. IdP w historii swego istnienia często współpracuje z innymi poznańskimi organizacjami: My Poznaniacy, Prawo do Miasta, Sekcja Rowerzystów Miejskich (obecnie Rowerowy Poznań) czy Ulepsz Poznań.
Pomysł na powołanie organizacji działającej w sferze polityki miejskiej (urban policy) powstał pod koniec 2005 wśród dyskutantów polskiej sekcji światowego forum SkyscraperCity.com - Forum Polskich Wieżowców. Wywodzący się ze społeczności internetowej członkowie wzorowali się na istniejącym już katowickim Stowarzyszeniu Moje Miasto. Projekt statutu stowarzyszenia został sporządzony w marcu, a ostateczna rejestracja przez sąd rejonowy nastąpiła 7 lipca. Pierwszym prezesem został Piotr Borowczyk.

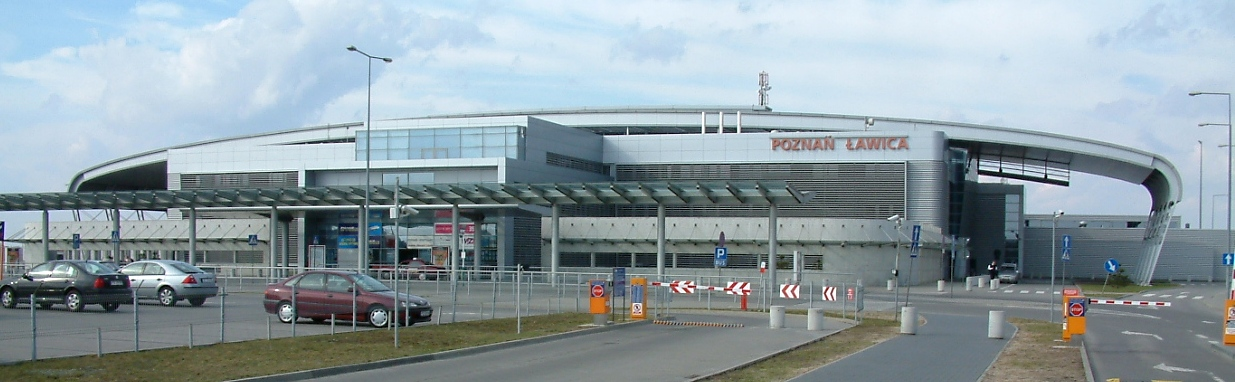
Mała liczba lotów w 2006 roku skłoniła członków stowarzyszenia do lobbowania na rzecz rozwoju portu

Pierwszą inicjatywą stowarzyszenia była akcja "Chcemy latać z Poznania" mająca na celu zwrócenie uwagi władzom na problem małej liczby połączeń lotniczych z lotniska Ławica. Z czasem akcja przerodziła się w stałą Inicjatywę Latamy z Poznania zachęcającą Poznaniaków do korzystania z lotniska na Ławicy. Jesienią 2006 roku członkowie stowarzyszenia brali aktywny udział w kampanii posłanki Marii Pasło-Wiśniewskiej na prezydenta miasta.
W latach 2007–2010 stowarzyszenie wielokrotnie zabierało głos w dyskusji nad najważniejszymi kwestiami którym zajmowały się władze miasta: nowelizacją studium uwarunkowań i kierunków zagospodarowania przestrzennego, cenami biletów komunikacji miejskiej czy dostępnością komunikacyjną Poznania w transporcie lotniczym (akcja Chcemy latać z Poznania). W 2008 roku przed Konferencją Klimatyczną ONZ IdP przeprowadziło akcję "Poprawmy Klimat Poznania" mającą na celu wskazanie władzom najbardziej wstydliwych miejsc które mogli zobaczyć delegacji z całego świata, z intencją ich poprawy poprzez przeprowadzeni porządków w mieście.
Od początku 2010 roku stowarzyszenie prowadzi coroczny konkurs "Dobry Remont" promujący najlepsze standardy renowacji elewacji kamienic i zabytków oraz remontów i termomodernizacji innych budynków. Przeprowadzono edycję na najlepsze remonty za lata 2009, 2010, 2011 i 2012.

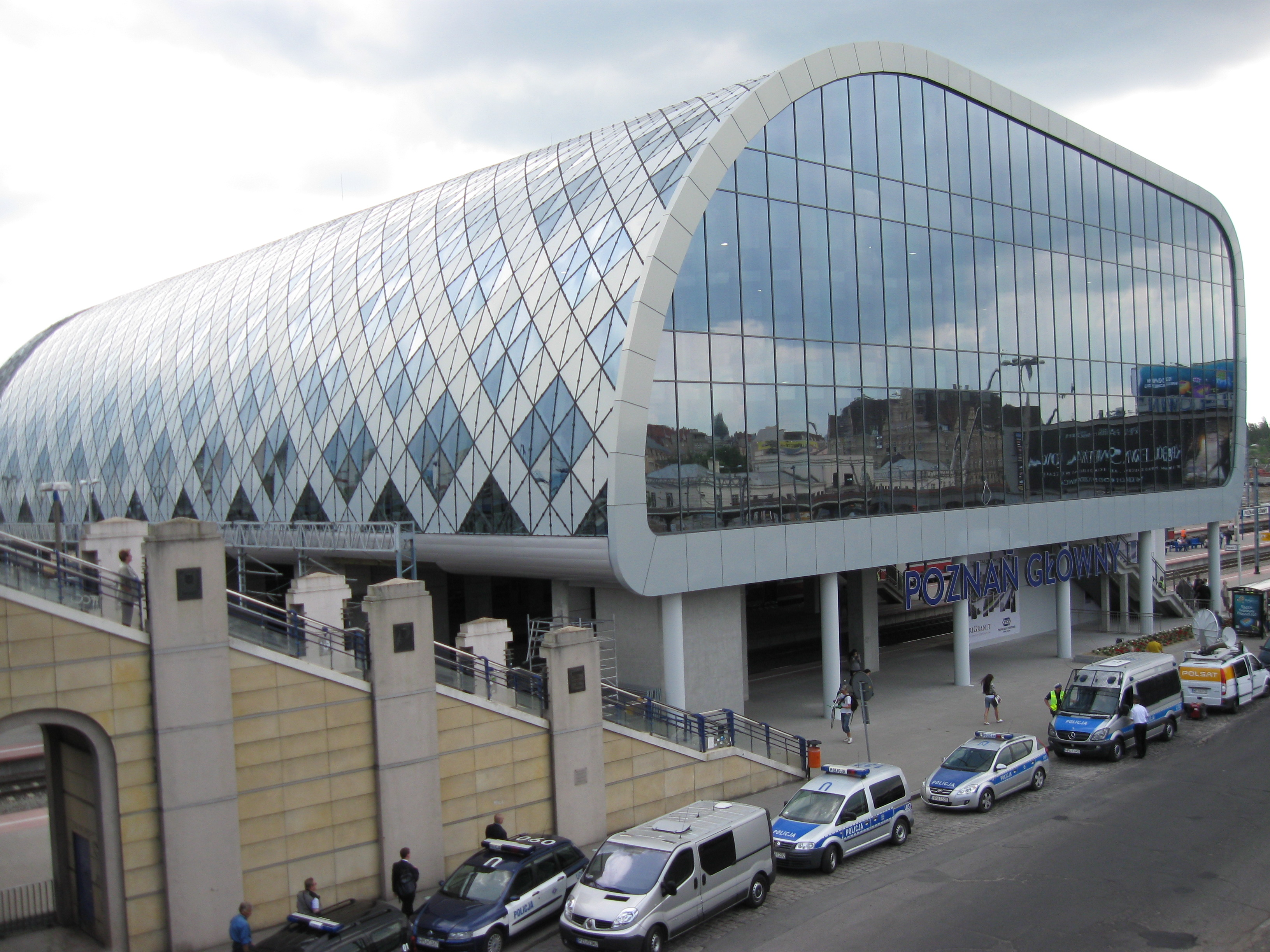
IdP prowadzi Inicjatywę Jaki Poznań Główny?

W połowie 2011 roku stowarzyszenie rozpoczęło Inicjatywę Jaki Poznań Główny? mającą na celu zwrócenie uwagi administracji kolejowej na niską jakość wykonania inwestycji dworcowych. Od sierpnia 2012 roku prowadzona jest akcja przekonywania władz miasta do wyznaczenia bezpośredniego przejścia dla pieszych z przystanku tramwajowego do budynku nowego dworca kolejowego. Na początku lutego 2013 IdP w ramach prowadzonych konsultacji społecznych projektu Wieloletniego Programu Inwestycji Kolejowych do 2015 roku przeprowadziło akcję poparcia dla wpisania środków na dalszą modernizację stacji Poznań Główny. W jej wyniku po wysłaniu 700 listów odpowiednie środki zostały zabezpieczone w budżecie państwa.

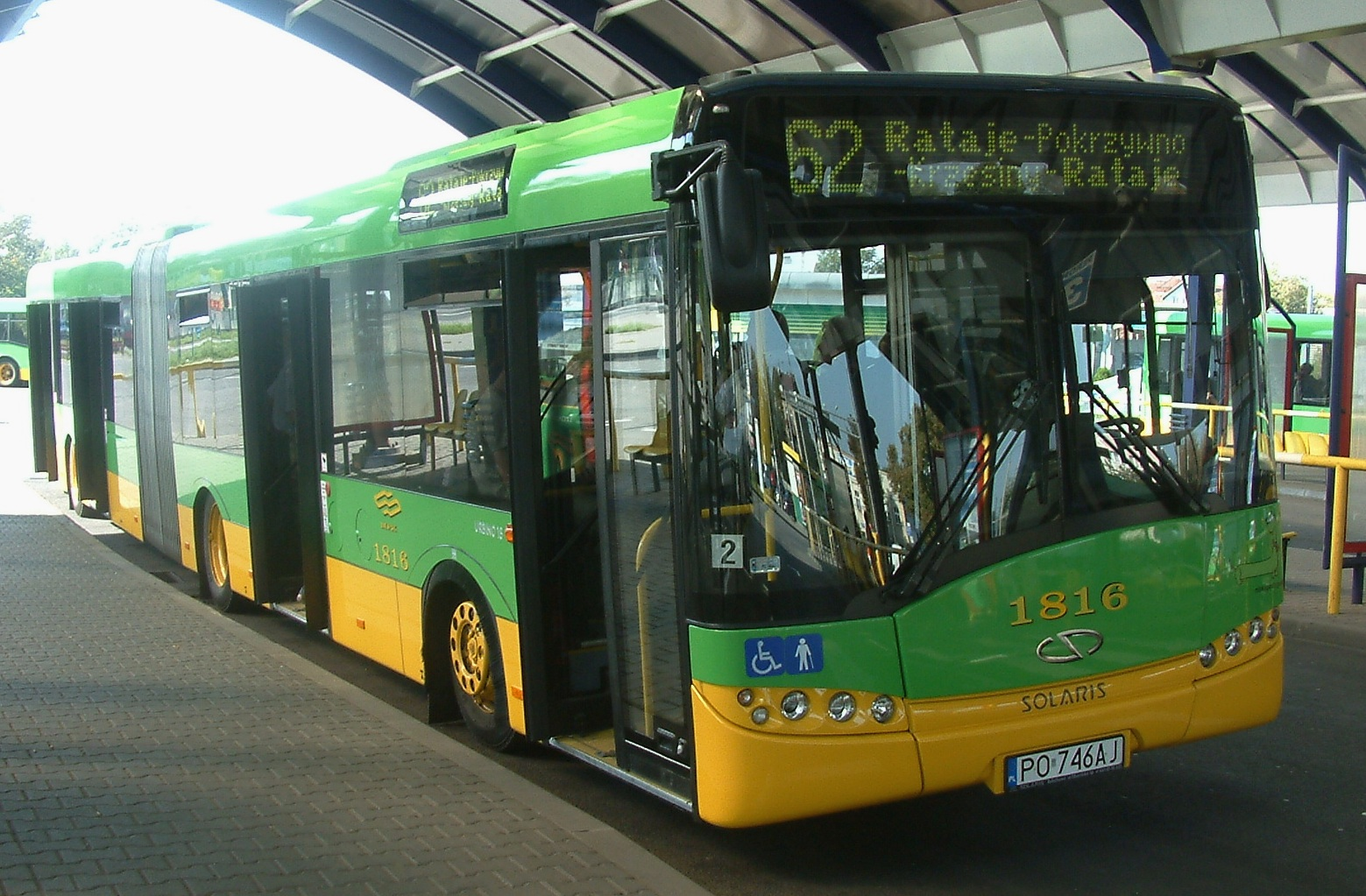
Stowarzyszenie wielokrotnie zabierało głos w sprawie promowania komunikacji publicznej

Na początku 2012 roku wraz ze innymi organizacjami społecznymi przygotowano listę 116 usprawnień dla komunikacji miejskiej w ruchu ulicznym mającymi na celu przyspieszenie i uprzywilejowanie masowej formy transportu pasażerów. Szczegółowe rozwiązania dopracowywane są na roboczych spotkaniach urzędników miejskich i strony społecznej.
W maju 2012 roku stowarzyszenie w związku z wstrzymaniem finansowania budowy brakującego odcinka Zachodniej Obwodnicy Poznania przeprowadziło akcję "Pocztówka z obwodnicy" polegającą na wysyłaniu politykom partii rządzącej specjalnie przygotowanych pocztówek prezentujących urywającą się w polu drogę szybkiego ruchu. Akcja ta odbiła się szerokim echem w Polsce do tego stopnia, że Premier Donald Tusk w tak zwanym drugiem exposé 12 października 2012 zapowiedział przeznaczenie dodatkowych środków na dokończenie brakującego odcinka ZOP.
W grudniu 2012 roku IdP wraz ze stowarzyszeniami My Poznaniacy, Projekt Poznań oraz KoLiber przygotowało projekt pierwszej w historii uchwały obywatelskiej zamrażającej planowaną podwyżkę cen biletów komunikacji miejskiej. W głosowaniu na sesji 11 grudnia uchwała stosunkiem głosów 14 do 21 nie uzyskała aprobaty radnych. Wobec braku jakiejkolwiek publicznej dyskusji o danych dotyczących sprzedaży biletów komunikacji miejskiej, stowarzyszenie prowadziło niezależne analizy tych danych. W wyniku rewizji dostarczonych przez władze miasta informacji o sprzedaży biletów, udało się wyłapać błąd w kluczowych danych za październik 2012 roku, które posłużyły radnym do oddalenia obywatelskiej uchwały zamrażającej cennik komunikacji miejskiej. 8 kwietnia 2014 roku Rada Miasta uznała skargę IdP na działalność Prezydenta ws. nieprawdziwych danych biletowych.
Pod koniec 2013 roku członkowie stowarzyszenia wraz ze studentami poznańskich uczelni przy wsparciu merytorycznym profesora Uniwersytetu Artystycznego Wiesława Krzyżaniaka oraz Miejskiego Konserwatora Zabytków i pracowników Zarządu Dróg Miejskich opracowali Katalog Nawierzchni Chodników dla centrum Poznania. Prace nad katalogiem rozpoczęły się z inicjatywy stowarzyszenia i kół studenckich na początku 2012 roku. Katalog na początku 2014 roku został przyjęty przez ZDM jako oficjalny standard przy projektowaniu inwestycji.
Stowarzyszanie przeciwstawia się promowanej od listopada 2013 roku przez władze miasta propozycji budowy linii szybkiego autobusu bądź trolejbusu do osiedla Naramowice zamiast trasy tramwajowej. W styczniu 2014 roku IdP zaprezentowało koncepcję przebiegu tej trasy, popartą przez inne organizacje pozarządowe. Podczas trwających na przełomie stycznia i lutego konsultacji projektu Planu Transportowego Aglomeracji Poznańskiej przeprowadzono akcję zachęcania obywateli do poparcia wpisania trasy tramwajowej na Naramowice do priorytetów inwestycyjnych planu. Ponadto członkowie stowarzyszenia przeprowadzili pomiary wysokości wiaduktu (skrajni) na Garbarach będącego według władz miasta rzekomą przeszkodą w realizacji trasy. Wyniki podano do opinii publicznej, obalając podawane przez urzędników dane (wiadukt ma 4,36 m zamiast 3,7 m). Na początku 2015 roku stowarzyszenie w organizowanych przez władze miasta wówczas konsultacjach społecznych przedstawiło koncepcję trasy tramwajowej na Naramowice od skrzyżowania ul. Garbary z ul. E. Estkowskiego do osiedla Różany Potok. Projekt ten stał się podstawą do dalszych prac planistycznych.
W wyniku przeprowadzonych kwietniu 2017 roku wyborów do zarządu stowarzyszenia, Arkadiusz Borkowski zastąpił na stanowisku prezesa Pawła Sowę, który sprawował tę funkcję od 2008 roku. W styczniu 2019 roku podczas walnego zebrania członków Arkadiusz Borkowski został ponownie wybrany na stanowisko prezesa w VII kadencji na lata 2019 - 2021.